# Bicentenaire de la Révolution
Le bicentenaire de la Révolution est un évènement commémoratif organisé en 1989, principalement en France, pour la célébration du 200e anniversaire de la Révolution française, et plus particulièrement de la prise de la Bastille le 14 juillet 1789, et de la Déclaration des droits de l'homme et du citoyen le 26 août 1789.
Ce jubilé a été l'occasion d'analyser les différentes interprétations de ce phénomène révolutionnaire et de débattre de ses aspects positifs et négatifs, relançant ainsi les travaux historiographiques sur les conséquences de la Révolution française et son héritage.

## Préparation
« La célébration du bicentenaire de la Révolution française survient alors que l'idée révolutionnaire semble en crise. Celle-ci apparaît en effet, à la fin des années 1980, comme l'archétype du « grand récit » dont l'épuisement est diagnostiqué par les tenants de la postmodernité. Sa préparation, lancée dans la foulée de la victoire de la gauche en 1981, est entravée par la cohabitation », qui met en scène une majorité parlementaire de droite et un président de la République socialiste, le Bicentenaire apparaissant comme l'héritage de la République laïque et, à ce titre, réaffirmant le clivage gauche/droite pour qui la Révolution française représente un instrument d'affrontement mémoriel (en).

Logo de la Mission du bicentenaire de la Révolution française et de la Déclaration des droits de l'homme et du citoyen, dessiné par Jean-Michel Folon en janvier 1989. L'envol des trois oiseaux solidaires aux couleurs du drapeau de la France est une allégorie de la devise républicaine : Liberté, Égalité, Fraternité.

Dès 1982, la question de la préparation du Bicentenaire est à l'ordre du jour. Les autorités songent à rééditer l'Exposition universelle de 1889 organisée dans le cadre du Centenaire de la Révolution mais le projet est avorté en 1983 face à l'hostilité du conseil régional d'Île-de-France et de la municipalité de Paris, dont le maire Jacques Chirac ambitionne de succéder à François Mitterrand lors de la présidentielle de 1988. En 1983, le ministre de la Recherche et de l'Industrie Jean-Pierre Chevènement investit Michel Vovelle de la mission de rédiger un rapport sur la mise en place d'une unité de recherche, la Commission de recherche scientifique pour la commémoration du bicentenaire de la Révolution française, créée en 1984. Dès lors, la préparation de cette commémoration fait l'objet d'un débat historiographique et idéologique entre deux lectures historiographiques du phénomène révolutionnaire qu'incarnent d'une part Vovelle, historien communiste responsable scientifique de la commémoration et représentant de l'école jacobino-marxiste et d'autre part l'historien anti-marxiste François Furet, représentant de l'école libérale qui conteste la tradition jacobine.
En septembre 1986, lors de la cohabitation, le gouvernement crée une Mission de commémoration du bicentenaire de la Révolution française et de la Déclaration des droits de l'homme et du citoyen. Elle est présidée par Michel Baroin jusqu'à sa mort en 1987, puis par Edgar Faure jusqu'à sa mort en 1988, puis par Jean-Noël Jeanneney.
Puis entre juin 1988 et mai 1991, sous le deuxième gouvernement Rocard, le ministère de la Culture et de la Communication est rebaptisé ministère de la Culture, de la Communication, des Grands travaux et du Bicentenaire. C'est en effet à lui que revient la charge d'« assurer la cohérence de l'action gouvernementale pour l'organisation du bicentenaire de la Révolution française et de la Déclaration des droits de l'homme et du citoyen », avec l'aide de la mission gouvernementale.
Dès l'arrivée des socialistes au pouvoir, la politique des grands travaux de François Mitterrand ambitionne d'ériger les nouveaux monuments français du XXe siècle. Plusieurs constructions seront édifiées jusqu'en 1989, dont le parc de la Villette ou le musée d'Orsay. Sont inaugurés l'année du bicentenaire l'Opéra Bastille, la Pyramide du Louvre et la Grande Arche de la Défense.
Dès le 13 juillet, pour anticiper l'afflux de spectateurs venant assister aux célébrations, d'importantes sections de la capitale sont fermées aux véhicules, et réservées aux piétons.

## Principaux événements
Le bicentenaire de la Révolution est célébré par une série de cérémonies, de manifestations, d'expositions, de conférences, de défilés et de spectacles.

### Défilé militaire
La célébration républicaine des défilés militaires a lieu dans la plupart des grandes villes de France, à l'instar de Marseille, Bordeaux, Strasbourg, Nice, Bayonne et Rennes.
À Paris, comme chaque année depuis 1880, une parade militaire défile le 14 juillet sur les Champs-Élysées ; 300 blindées, ainsi que 5 000 hommes à pieds sont mobilisés. Les Alpha Jet de la patrouille de France lâchent leurs fumigènes aux couleurs du drapeau français dès leur survol de l'Arche de la Défense, jusqu'à la place de la Concorde. Pour la première fois, des hélicoptères de la force d'action rapide, au nombre de 120, survolent le ciel parisien.
Plus importante qu'à l'ordinaire, cette célébration populaire connaît un regain d'intérêt pour le bicentenaire de la Révolution, puisque près de 800 000 spectateurs assistent au défilé parisien, franchissant un record d'affluence historique. Le public vient du monde entier ; un journaliste d'Antenne 2 constate la présence d'Argentins, de Japonais, ou encore de Danois. Malgré l'afflux de visiteurs supérieur à la normale, aucun incident majeur n'est à déclarer — si ce n'est quelques débordements de foules au-delà des espaces qui lui sont réservés.
Des dissidents chinois exfiltrés après les manifestations de la place Tian'anmen, dans le cadre de l'opération Yellow Bird, dont Cai Chongguo, Wuer Kaixi, Yan Jiaqi et Wan Runnan (en), sont accueillis, à l'initiative de Jack Lang, dans une tribune autour de la place de la Concorde pour le défilé. On leur cède les sièges prévus pour les officiels chinois, mais ni François Mitterrand, ni aucun ministre ne s'affiche à leur côté. Ainsi, Wuer Kaixi, un des leaders étudiants des manifestations de la place Tian'anmen, explique : « Le jour du défilé, le 14 juillet, j'étais place de la Concorde, dans la loge officielle réservée à la Chine. Le gouvernement chinois n'avait pas envoyé de délégation, et ce sont donc quelques-uns des rescapés du massacre de TianAnMen qui ont donc, ce jour-là, représenté la Chine ». Par ailleurs des étudiants chinois en France étaient en début de cortège, le front ceint d'un tissu blanc en signe de deuil,.
33 chefs d'État et de gouvernement étrangers, invités par François Mitterrand, alors président de la République française, assistent au défilé. La tribune officielle entière s'est levée au passage de la Légion étrangère pour la saluer.

### Parade de «La Marseillaise»
Sur les Champs-Élysées une immense parade sobrement intitulée La Marseillaise (ou Opéra Goude), d'une durée de trois heures, est organisée pour la soirée du 14 Juillet, création de Jean-Paul Goude, et direction musicale de Wally Badarou. Ce défilé, d'envergure internationale, est suivi par un million de spectateurs massés le long de l'avenue, et 800 millions de téléspectateurs à travers le monde.
6 000 artistes et figurants mettent en scène 12 tableaux vivants qui présentent chaque « tribu planétaire », symbolisée par leurs stéréotypes : les Africains nus avec des tam-tams, les Anglais sous la pluie, les Soviétiques sous la neige. Un autre tableau représente des étudiants chinois, vélos à la main, entourant un tambour géant, en hommage aux manifestations de la place Tian'anmen, qui ont eu lieu au début de la même année, se soldant par une répression sanglante de la part des autorités. D'autres tableaux, moins politiques, mettent en scène des valseuses géantes drapées de robes noires portant dans leurs bras des enfants du monde entier, un autre honorant les régions au travers de leurs chants et leurs orchestres. Un régiment de 150 Écossais et Irlandais, suivis de celui soviétique enneigé par des camions citernes, descend l'avenue. Enfin, dans un registre fantastique, une gigantesque locomotive défile sur les pavés parisiens, en hommage au film La Bête humaine (1938) de Jean Renoir.
Sur la place de la Concorde, la cantatrice américaine Jessye Norman, vêtue d'une robe aux couleurs du drapeau français, entonne l'hymne national La Marseillaise devant 10 000 spectateurs.
À cette célébration sont conviés plusieurs chefs d'État et de gouvernement à l'occasion du sommet de l'arche, une réunion du G7 organisé à Paris du 14 au 16 juillet 1989, notamment Margaret Thatcher, George Bush et Helmut Kohl.

### Cérémonie à l'occasion de transfert de cendres au Panthéon
La décision du transfert de cendres au Panthéon est prise par décret du président de la République décidant une cérémonie de reconnaissance nationale à l'égard de l'abbé Grégoire, de Monge et de Condorcet.
La cérémonie de transfert de cendres de ces trois personnalités a lieu en présence de François Mitterrand, président de la République française, le mardi 12 décembre 1989.

### Autres célébrations
Le théâtre du Bicentenaire prend le départ avec l'œuvre contre-révolutionnaire la Liberté ou la Mort, de Robert Hossein. Ce spectacle interactif, joué au Palais des Congrès à Paris du 18 novembre 1988 au 13 avril 1989, réunit 600 000 spectateurs.
Le 8 juillet 1989, le Cedetim, le CRID et Agir ici sont à l'origine d'une importante manifestation dans la rue contre « les saigneurs de la terre » et pour l'abolition de la dette du tiers monde. Cette mobilisation des « délaissés du Bicentenaire » se tient en réaction à la tenue du sommet du G7 organisé à Paris du 14 au 16 juillet. Le point d'orgue de ce contre-sommet est la tenue du « Sommet de sept peuples parmi les plus pauvres ». La mobilisation se conclut par un grand concert sur la place de la Bastille animé par le chanteur Renaud. Ces manifestations constituent des événements précurseurs des mouvements altermondialistes.
Le 13 juillet au soir, en présence du président de la République François Mitterrand, l'Opéra Bastille est inauguré avec la représentation de La Nuit avant le jour de Bob Wilson. En amont de la pièce est chanté La Marseillaise.
Cette même veille de 14 juillet, près de 36 000 bals populaires sont organisés à travers la France.
De très nombreuses communes, écoles et organismes publics ou privés divers ont organisé des manifestations culturelles à l'occasion de cette commémoration hors normes, qui fut souvent à l'origine de témoignages permanents et originaux : illuminations, créations artistiques, spectacles, constructions, etc.
Au Tréport, en Normandie, le peintre Bernard Romain recouvre la plus haute falaise calcaire d'Europe d'un immense filet aux couleurs du drapeau français en utilisant comme support le blanc naturel de la falaise.
À Rouen, dès le 14 juillet, vingt des plus grands voiliers du monde issus de 17 marines étrangères, sont exposés au grand public lors des Voiles de la liberté (ce qui lancera l'Armada de Rouen).
Le 16 septembre le ministère de la Culture, la Mission du bicentenaire, et le ministère de la Défense organisent le spectacle « Naissance d'une Nation » sur le site de la bataille de Valmy. L'évènement a lieu en la présence du président de la République et de nombreux ministres, il est uniquement accessible sur invitation mais la visite guidée des installations artistiques sur le site seront visibles par le public jusqu'au 24 septembre. Les visiteurs sont guidés tantôt sur des charrettes à bœufs, tantôt à pied au travers d'évocations de la bataille par des artistes. Le moulin étant immobile, une grande roue « qui tourne comme une Révolution » a été édifiée par Jean-Luc Vilmouth, la promenade passe aussi dans des casemates disposées par Sarkis, monte le long de la statue de Kellermann et traverse un labyrinthe imaginé par Daniel Buren,.
Le bicentenaire de la Révolution est également célébré un peu partout aux États-Unis de juillet à septembre 1989.

## Réactions et analyses
Les médias ouest-allemands et britanniques critiquent le faste des cérémonies et le gigantisme des constructions inaugurées,.
Les historiens profitent de ce Bicentenaire pour mettre à jour les pratiques commémoratives qui ont été largement réinvesties, « au risque de promouvoir des formes de sociabilités et de festivités décalées par rapport à l'évolution sociale ».
Selon l'historien Patrick Garcia, « les appréciations portées sur le Bicentenaire dépendent largement des attentes et des jugements exprimés avant même qu’il ait lieu. Pour le président de la Mission, le Bicentenaire a bien été ce qu'il devait être : une grande entreprise de ressourcement civique. En revanche, nombre de commentateurs se montrent plus dubitatifs sur cette efficacité civique ».
Pour l'historienne Odile Rudelle, alors que le centenaire en 1889 mettait en avant les « immortels principes de 1789 » de la devise « Liberté, Égalité, Fraternité », le bicentenaire célèbre plutôt la Déclaration des droits de l'homme et du citoyen : ainsi, le centenaire exaltait l'abolition des privilèges dans la nuit du 4 août 1789 tandis que le bicentenaire s'intéresse davantage à la déclaration des droits de l'homme le 26 août, une idée plus retentissante à l'international dans ces années 1980.
Le Bicentenaire, en relançant les travaux historiographiques sur les conséquences de la Révolution française et son héritage tant sur le plan politique que social, a favorisé une certaine instrumentalisation politique et idéologique des résultats de la recherche en ce domaine. L'historien Steven Kaplan réagit à de tels comportements. Selon lui, « la commémoration donna lieu à une orgie de comparaisons pour la plupart mal pensées, souvent fallacieuses, parfois tout simplement odieuses. Les historiens ont le devoir de réfléchir et de trouver des raisons avant de comparer, étant donné l'énorme influence que la comparaison est susceptible d'exercer et le caractère intrinsèquement périlleux de l'exercice ».
Un collectif de chercheurs de l'Institut d'histoire de la Révolution française analyse l'« effet Bicentenaire » sur l'histoire de la Révolution. Pour eux, il a consisté à la fois à la sortir « du pré-carré strictement franco-français dans lequel elle avait été trop longtemps confinée, et, parallèlement, à l'extirper du carcan de la seule décennie révolutionnaire à laquelle elle était encore trop souvent bornée. C'est donc ce double décloisonnement des échelles [géographique et temporelle] du politique qui a permis, d'une part, de réintégrer la décennie révolutionnaire dans la longue durée du républicanisme français, en jetant des ponts en amont comme en aval avec ses avatars de l'époque moderne et contemporaine afin de redonner à ce premier « moment républicain » sa place matricielle dans la genèse du républicanisme français,,, ; d'autre part, d'étudier le phénomène révolutionnaire et le régime républicain non plus comme un monopole hexagonal, mais dans une perspective mondiale, qui a ainsi abouti à une remise en cause du dogme tenace de « l'exception française. » »
En 1996, dans deux articles l'un aux Annales historiques de la Révolution française (AHRF), l'autre aux Cahiers d'Histoire, l'historien Jean-Daniel Piquet a contesté le bien-fondé de la panthéonisation de l'une des trois personnalités à qui « la patrie fut reconnaissante » en 1989 : l'abbé Grégoire. Son opposition prétendue au régicide de Louis XVI, allégation fondée seulement sur ses dires et écrits postérieurs à la Révolution (Consulat, Empire, Restauration et Monarchie de Juillet) constituait aux yeux des décideurs, François Mitterrand et Jack Lang, une preuve indirecte que l'exécution de Louis XVI ne s'imposait pas. Cette affirmation louangeuse était contredite par l'examen d'au moins deux sources primaires contemporaines au procès de Louis XVI et des mémoires de l'abbé Grégoire écrites en 1808. Trois pièces qui mentionnaient l'intervention documentée en janvier et février 1793 par le député régicide du Lot et montagnard jacobin Jeanbon Saint-André, en défense du choix également régicide de Grégoire et de trois collègues présents à Chambéry, Hérault de Séchelles, Simond, Jagot. Tous quatre avaient signé une « note » où figurait l'expression claire « pour la mort de Louis sans appel au peuple » et non plus la formule officielle ambiguë « condamnation de Louis Capet sans appel au peuple » que Grégoire aurait, selon ses dires postrévolutionnaires, réclamée avec succès auprès de ses trois collègues. Après une réponse indignée de l'abbé Bernard Plongeron, un des protagonistes de sa panthéonisation, aux AHRF, plusieurs historiennes, Rita Hermon-Belot, Mona Ozouf, Alyssa Goldstein Sepinwall, Françoise Hildesheimer, se sont impliquées dans la controverse.

## Postérité
Dans la perspective de ce bicentenaire, le musée de la Révolution française avait été inauguré le 13 juillet 1984 à Vizille.
La 39e promotion de commissaires de police issue de l'École nationale supérieure de la police, entrée en fonction en 1989, porte le nom Bicentenaire de la Révolution.
Le quinzième sommet des pays les plus riches du monde, le G7, s'ouvre dans l'après-midi du 14 juillet au palais du Louvre, où est inauguré sa pyramide de verre. Le sommet est transposé le 15 juillet à l'Arche de la Défense.
En 1989, la mairie de Paris pose dans les rues de la ville une quarantaine de plaques commémorant le bicentenaire de la Révolution.

### Productions artistiques
Lors du bicentenaire de la Révolution, l'exposition French Caricature and the French Revolution, 1789–1799, organisée par l'université de Californie à Los Angeles et la bibliothèque nationale de France fait étape à Los Angeles, New York, Paris et au musée de la Révolution française à Vizille.

#### Cinéma

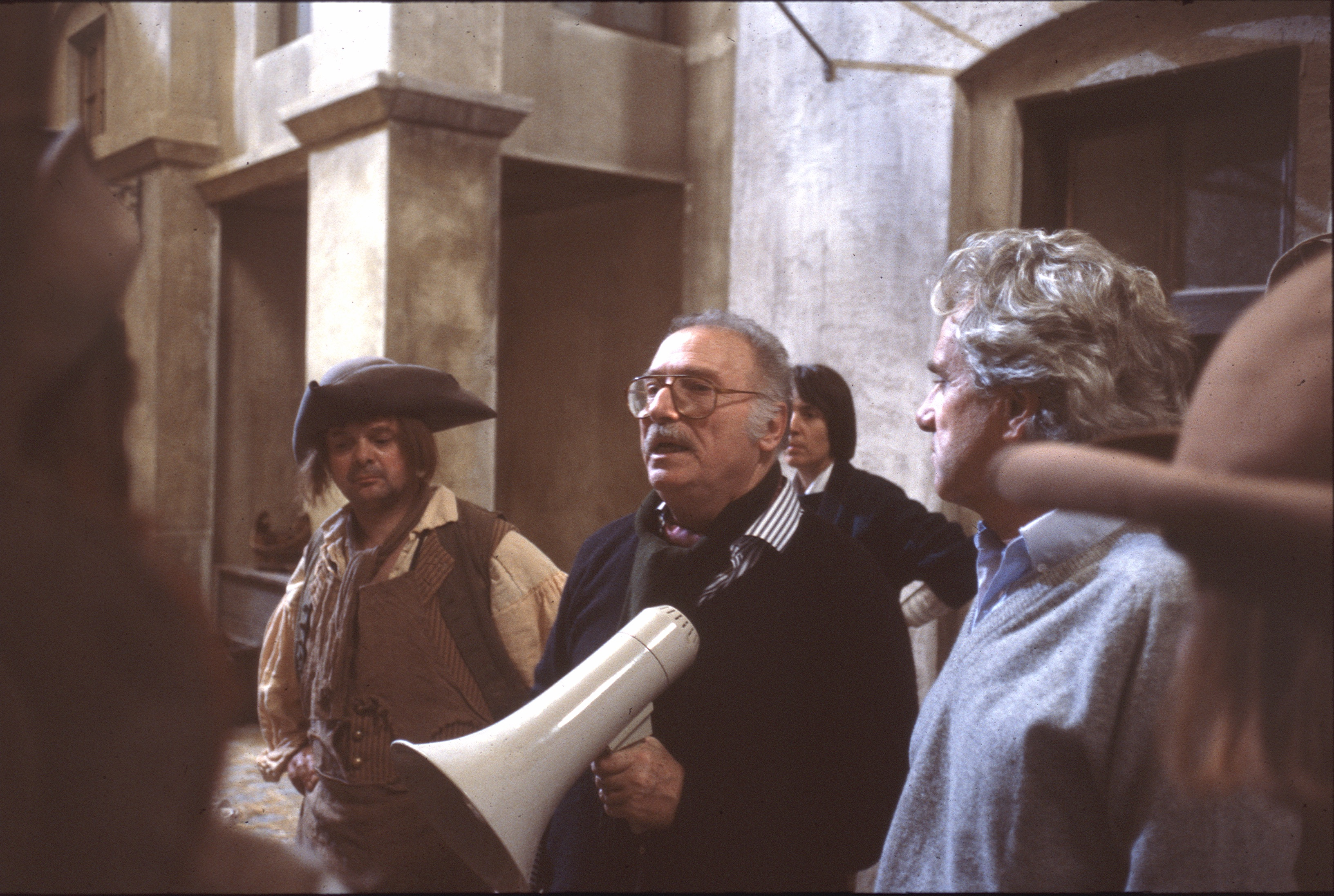
Charles Brabant sur le tournage des Nuits révolutionnaires aux studios SFP de Bry-sur-Marne en 1988.

La Révolution française est un film historique français de Robert Enrico et Richard T. Heffron sorti en 1989 pour accompagner les célébrations du bicentenaire de la Révolution. Réalisé avec un budget de 300 millions de francs le film se divise en deux parties : Les Années lumière réalisé par Robert Enrico et Les Années terribles réalisé par Richard T. Heffron.
En Allemagne de l'Est, la DEFA a produit Le Rendez-vous de Travers en 1989, un film biographique sur Georg Forster et un hommage au bicentenaire de la Révolution. Il fait partie de la sélection Un certain regard à l'édition 1989 du Festival de Cannes.
J'écris dans l'espace est un film documentaire franco-québécois réalisé par Pierre Étaix, sorti dans le cadre du bicentenaire pour l'écran OMNIMAX de la Géode à Paris, qui retrace l'histoire du télégraphe Chappe.

#### Sculpture

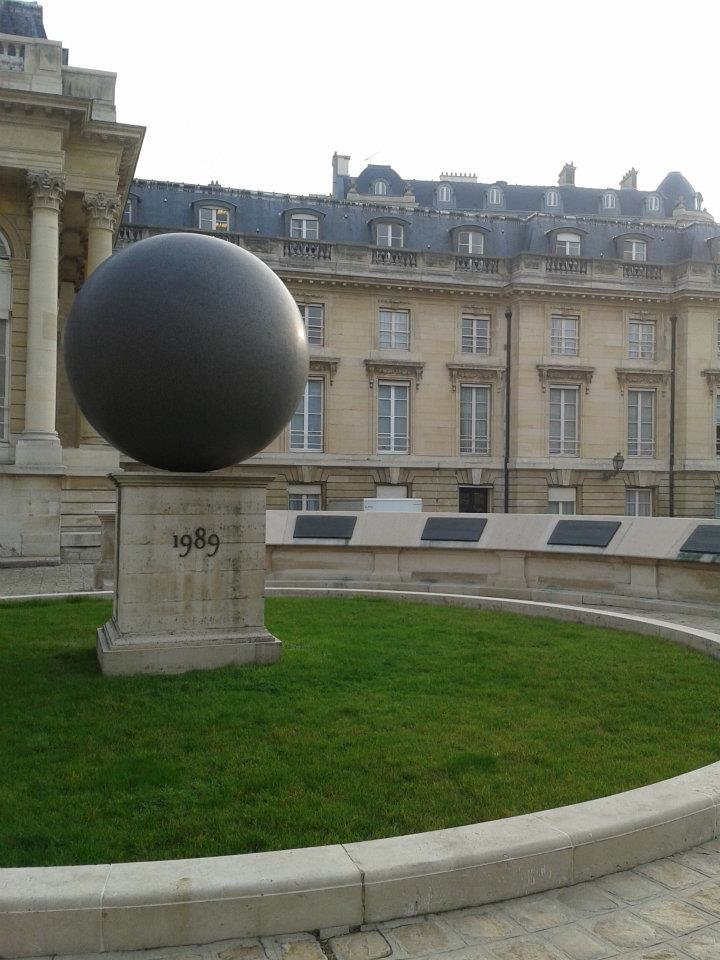
La Sphère des droits de l'homme.

Commandée pour le bicentenaire, la Sphère des droits de l'homme du sculpteur américain Walter De Maria est installée dans la cour d'honneur du palais Bourbon où siège l'Assemblée nationale.

#### Timbres
Le bicentenaire est l'occasion de l'émission d'une trentaine de timbres commémoratifs émis entre 1988 et 1991 par la Poste française, notamment la « Marianne du Bicentenaire ».